# Bryan Ruiz
Bryan Ruiz González (født 18. august 1985) er en fodboldspiller fra Costa Rica, der til dagligt spiller for den portugisiske Primeira Liga-klub Sporting CP og Costa Ricas fodboldlandshold. Bryan, der spiller som angriber med nummer 20, har tidligere i sin karriere spillet for KAA Gent, men er især kendt fra sin tid hos hollandske FC Twente. I sæsonen 2009/2010 blev Bryan meget populær blandt Twentes fans, da han scorede 24 mål i ligaen og førte klubbens til deres første mesterskab i Eredivisie. Costa ricaneren skiftede til Fulham på deadline-dagen for transfervinduet den 31. august, 2011, for en transfersum på £10,5 millioner.